# 카구라 (은혼)
카구라(神楽)는 소라치 히데아키의 일본 만화 《은혼》의 여주인공이다.

## 프로필
- 신장：155cm
- 체중：40kg
- 생일：11월 3일
- 별자리：전갈자리
- 나이：14세[1]

### 연기한 성우 및 배우
성우
- 쿠기미야 리에（텔레비전 애니메이션판）
- 이시이 코지（텔레비전 애니메이션판・전환편〈신락돈〉）

배우
- 하시모토 칸나（실사 영화판）

## 같이 보기
- 은혼의 등장인물 목록